# Rally-VM 2016
Rally-VM 2016 är den 44:e säsongen av FIA:s Rally-VM. Säsongen startade med Monte Carlo-rallyt och avslutades med Australienrallyt.  
Sébastien Ogier tog på nytt VM-titeln 2016, sin fjärde raka. 
Volkswagen beslutade sig hastigt för att dra sig ur WRC efter Dieselgate 2015, trots att man hade en färdigutvecklad bil inför nya reglementet 2017. Detta lämnade Sébastien Ogier, Jari-Matti Latvala och Andreas Mikkelsen utan sits inför 2017.  

## Kalender
| Datum        | Rally               | Bas                            | Underlag    | Förare                                   | Kartläsare       | Bil                   |
| ------------ | ------------------- | ------------------------------ | ----------- | ---------------------------------------- | ---------------- | --------------------- |
| 24 januari   | Monte Carlo-rallyt  | Gap, Hautes-Alpes              | Asfalt/snö  | Sébastien Ogier                          | Julien Ingrassia | Volkswagen Polo R WRC |
| 14 februari  | Svenska rallyt      | Karlstad, Värmland             | Snö         | Sébastien Ogier                          | Julien Ingrassia | Volkswagen Polo R WRC |
| 6 mars       | Mexikanska rallyt   | León, Guanajuato               | Grus        | Jari-Matti Latvala                       | Miikka Anttila   | Volkswagen Polo R WRC |
| 24 april     | Argentinska rallyt  | Villa Carlos Paz, Córdoba      | Grus        | Hayden Paddon                            | John Kennard     | Hyundai i20 WRC       |
| 22 maj       | Portugisiska rallyt | Matosinhos, Porto              | Grus        | Kris Meeke                               | Paul Nagle       | Citroën DS3 WRC       |
| 12 juni      | Sardinienrallyt     | Alghero, Sassari               | Grus        | Thierry Neuville                         | Nicolas Gilsoul  | Hyundai i20 WRC       |
| 3 juli       | Rally Poland        | Mikolajki, Ermland Masurien    | Grus        | Andreas Mikkelsen                        | Anders Jæger     | Volkswagen Polo R WRC |
| 31 juli      | Finska rallyt       | Jyväskylä, Mellersta Finland   | Grus        | Kris Meeke                               | Paul Nagle       | Citroën DS3 WRC       |
| 21 augusti   | Tyska rallyt        | Trier, Rheinland-Pfalz         | Asfalt      | Sébastien Ogier                          | Julien Ingrassia | Volkswagen Polo R WRC |
| 11 september | Kinesiska rallyt    | Peking, Hebei                  | Asfalt      | Inställd på grund av regnförstörda vägar |                  |                       |
| 2 oktober    | Korsikanska rallyt  | Bastia, Haute-Corse            | Asfalt      | Sébastien Ogier                          | Julien Ingrassia | Volkswagen Polo R WRC |
| 16 oktober   | Katalanska rallyt   | Salou, Tarragona               | Asfalt/grus | Sébastien Ogier                          | Julien Ingrassia | Volkswagen Polo R WRC |
| 30 oktober   | Brittiska rallyt    | Deeside, Flintshire            | Grus        | Sébastien Ogier                          | Julien Ingrassia | Volkswagen Polo R WRC |
| 20 november  | Australienrallyt    | Coffs Harbour, New South Wales | Grus        | Andreas Mikkelsen                        | Anders Jæger     | Volkswagen Polo R WRC |